# Fraser Island, Nunavut
Fraser Island är en ö i Kanada.   Den ligger i territoriet Nunavut, i den östra delen av landet, 2 000 km norr om huvudstaden Ottawa. Arean är 29,4 kvadratkilometer.
Terrängen på Fraser Island är platt. Öns högsta punkt är 109 meter över havet. Den sträcker sig 8,4 kilometer i nord-sydlig riktning, och 6,2 kilometer i öst-västlig riktning.
Trakten runt Fraser Island består i huvudsak av gräsmarker. Trakten runt Fraser Island är nära nog obefolkad, med mindre än två invånare per kvadratkilometer.